# Llengua bale
Aka-bale (conegut també com a Bale) és una llengua extingida de les illes Andaman, a l'Índia. Va desaparèixer vers l'any 1931.

## Gramàtica
Les llengües andamaneses són llengües aglutinants, amb un extens sistema de prefixos i sufixos. Tenen un sistema de classificació dels noms basat en la llargària de les parts del cos, on cada nom i adjectiu pot prendre un prefix segons quina part del cos té associada des del punt de vista formal o funcional. Així, per exemple, *aka- a l'inici dels noms és un prefix pels objectes relacionats amb la llengua. Un exemple d'un adjectiu pot ser les diverses formes de yop, "flexible", en Aka-Bea:
- Un coixí o esponja és un ot-yop "volta-suau", des del prefix associat a les paraules relacionades amb el cap o el cor.
- Una canya és ôto-yop, "flexible", a partir del prefix per a les coses llargues.
- Un pal o llapis és aka-yop, "anotat", a partir del prefix de llengua.
- Un arbre caigut és ar-yop, "podrit", a partir del prefix per a les extremitats o coses verticals.

De manera similar, beri-nga "bondat" i unitat:
- un-bēri-ŋa "intel·ligent" (bona mà).
- ig-bēri-ŋa "observador" (bon ull).
- aka-bēri-ŋa "bo en idiomes" (bona llengua).
- ot-bēri-ŋa "virtuós" (bon cor)

Els prefixos són,
|                   | Bea     | Balawa? | Bajigyâs? | Juwoi | Kol  |
| ----------------- | ------- | ------- | --------- | ----- | ---- |
| cap/cor           | ot-     | ôt-     | ote-      | ôto-  | ôto- |
| mà/peu            | ong-    | ong-    | ong-      | ôn-   | ôn-  |
| boca/llengua      | âkà-    | aka-    | o-        | ókô-  | o-   |
| tors/espatlla     | ab-     | ab-     | ab-       | a-    | o-   |
| ull/cara/braç/pit | i-, ig- | id-     | ir-       | re-   | er-  |
| esquena/cama/cul  | ar-     | ar-     | ar-       | ra-   | a-   |
| cintura           | ôto-    |         |           |       |      |

Les parts del cos estan inalienablement posseïdes, per tant requereixen un prefix que sigui un adjectiu possessiu per completar la paraula que les designa, de manera que no es pot dir "cap" sol, sinó només "el meu, o el seu, o el vostre" cap.
Els pronoms bàsics són gairebé idèntics en les grans llengües andamaneses; Aka-Bea servirà com un exemple representatiu (pronoms a partir de les seves formes prefixals bàsiques):
| Jo, meu                    | d- | nosaltres, nostre | m- |
| tu                         | ŋ- | tu, teu           | ŋ- |
| ell, seu, ella, seva, això | a  | ells, seus        | l- |

'Això' i 'allò' es distingeixen amb k- i t-.
A jutjar per les fonts disponibles, les llengües andamaneses tenen només dos nombres cardinals: u i dos, i el seu lèxic numèric complet és un, dos, un més, alguns més i tots.